# براندان بيل (لاعب هوكي جليد)
براندان بيل هو لاعب هوكي جليد كندي، ولد في 31 مارس 1983 في أوتاوا في كندا.

## وصلات خارجية
- براندان بيل على موقع دوري الهوكي الوطني (الإنجليزية)
- براندان بيل على موقع قاعة مشاهير الهوكي (لاعب أن.إتش.أل) (الإنجليزية)
- براندان بيل على موقع EliteProspects.com (الإنجليزية)
- براندان بيل على موقع HockeyDB.com (الإنجليزية)
- براندان بيل على موقع Hockey-Reference.com (الإنجليزية)